# Nathan Birnbaum
Pour les articles homonymes, voir Birnbaum.
Nathan Birnbaum (נתן בירנבוים) est un penseur et un écrivain juif, né le 16 mai 1864 à Vienne (Autriche) et mort le 2 avril 1937 à Schéveningue aux Pays-Bas. Issu de milieux très modestes, il est l'un des pionniers du mouvement sioniste. Il est considéré comme l'inventeur du terme, sionisme.
C'est lui, qui pour la première fois, emploie le mot de sionisme. Birnbaum naît à Vienne en 1864. En 1882, il publie un premier article dénonçant rigoureusement l'assimilation. Il est l'un des fondateurs du mouvement étudiant Kadima.
Nathan Birnbaum est aussi connu pour avoir dépeint la notion de « race juive ». Le professeur Shalom Ratzabi de l'université de Tel-Aviv explique en détails son analyse. 
En 1885, Nathan Birnbaum publie le premier journal sioniste national l'Auto-émancipation, encourageant l'adhésion à l'idéal sioniste et l'installation en Terre d'Israël. Avec l'apparition de Herzl, il rejoint les rangs du mouvement sioniste et devient l'un des principaux acteurs du premier Congrès sioniste, en 1897. En 1898, il s'éloigne du sionisme, défend le nationalisme en Diaspora et pose le yiddish comme base culturelle et langue nationale du Peuple juif. Il rejoint par la suite les courants orthodoxes religieux juifs, et compte parmi les fondateurs du parti politique Agoudat Israel, dont il devient le leader. Avec la montée des nazis au pouvoir en Allemagne, il émigre aux Pays-Bas où il meurt en 1937.